# Björkön
Björkön – miejscowość (småort) w Szwecji w gminie Sundsvall w regionie Västernorrland. Około 117 mieszkańców.